# جائزة أوروبا الكبرى 2005
جائزة أوروبا الكبرى 2005 هو سباق فورمولا 1
أقيم بتاريخ 29 مايو 2005 في حلبة نوربورغرينغ، ألمانيا، وأحد سباقات بطولة العالم لسباقات الفورمولا واحد موسم 2005، وكان أول المنطلقين نيك هيدفيلد.
فاز بالمركز الأول  فرناندو ألونسو، وكان صاحب أسرع لفة فرناندو ألونسو.